# 4877 Humboldt
4877 Humboldt è un asteroide della fascia principale. Scoperto nel 1973, presenta un'orbita caratterizzata da un semiasse maggiore pari a 2,6318606 UA e da un'eccentricità di 0,1341778, inclinata di 12,40282° rispetto all'eclittica.